# 台灣真好康
參數所指定的目標頁面不存在，建議更正成存在頁面或直接建立下列一個頁面（建立前請先搜尋是否有合適的存在頁面可以取代）：
- 周五八點黨

《台灣真好康》（英語：Taiwan Good）是台灣華視的綜藝節目，於2010年1月2日開播，前身是中國電視公司周五晚間綜藝節目《周五八點黨》，主持人為胡瓜、庹宗康、艾莉絲、林奇葳。節目搬移至華視後主持人改由庹宗康、康康主持，節目名稱改為《台灣真好康》。2010年6月18日起，由原先的周六晚間八點改至周五晚間八點首播。但調至週五晚間時段後，收視率始終維持在0.6-1(不超過)之間，於是華視在以搶救收視率的前提之下，於2010年10月22日停播本節目。

## 節目簡介
以行腳的方式，貼近樸直庶民生活文化，尋找生活最自然又直接的感動，過程中遇見許多的可愛純真人物，在農田裏辛勤工作的阿公、路邊濃濃人情味的商家、上學的快樂學生、夜市努力打拼的攤販，許許多多的素人 他們的不假造作的真性情，都會成為給大家歡樂的大明星，逗趣的真實互動，傳遞歡樂，用熱情感動觀眾！
節目承續前身節目《周五八點黨》部分單元，如「美味食字軍」單元搬到華視後改名為「食字入口」單元。

## 隊伍
- 小康隊：（由庹宗康帶領 固定來賓高山峰）
- 康康隊：（由康康帶領 固定來賓民雄）

## 參加過的藝人
高蕾雅、徐可、幃幃、麻衣、小蠻、神木與瞳、郭彥甫、王耀慶、張勛傑、周曉涵、大嘴巴、周采詩、陳至愷、唐從聖、棒棒堂、馬如龍、黃鐙輝、吳宗憲、修杰楷、ㄚ子、沈宗霖、薇琪、圓圓、酷愛樂團、小甜甜、阿布、朱芯儀、王思佳、錢帥君、黃志瑋、安歆雲、藍又時、鐘欣怡、郭鑫、郭彥均、BY2、杜詩梅、童童、同恩、阿丹、小鬼、Makiyo、趙虹喬、溫昇豪、黃靖倫、弦子、林宗興、江明娟、Ivy、戎祥、黃莉、許孟哲、坤達、糖糖、陳翊萱、小Call、馮媛甄、NONO、焦糖哥哥、陳子強、閃亮三姊妹、張安琪、JR、丫頭、小薰、許效舜、陳為民、劉爾金、郭世倫、胡曉芳、葉復台

## 單元
- 挑戰不可能

- 好歹康之旅

- 好康向錢衝

- 好膽你就來

- 食字入口

- 校園PK賽

- 笑兵A計畫

- 驚動列車

- 校園特攻隊

- KCSO挑戰王

| 華視 星期六20:00～22:00                | 華視 星期六20:00～22:00            | 華視 星期六20:00～22:00                                                        |
| -------------------------------------- | ---------------------------------- | ------------------------------------------------------------------------------ |
|                                        | 台灣真好康 2010.01.02 - 2010.06.12 |                                                                                |
| 世界驚奇秀(重播) 2009.12.19 、26(兩集) | 綜藝大國民 2010.06.19 - 2011.01.29 |                                                                                |
| 華視星期五20:00～22:00                 |                                    |                                                                                |
| 全民快樂有go正 2009.09.11 - 2010.06.11 | 台灣真好康 2010.06.18 - 2010.10.22 | 包青天(重播)(2010年11月1日起調整於週一至週五20:00播出) 2010.11.01 - 2011.04.11 |